# 船辨慶
《船辨庆》（日语：／ Funa Benkei，旧字体作）又记作舟辨慶（日语：、旧字体作），是日本的一出能剧剧目，取材于《平家物语》、《吾妻鏡》、《源平盛衰記》等。。作者一般认为是观世小次郎信光。本剧属于二段劇、五番目猛将物，现今上演流派包括观世流、宝生流、金春流、金刚流、喜多流。

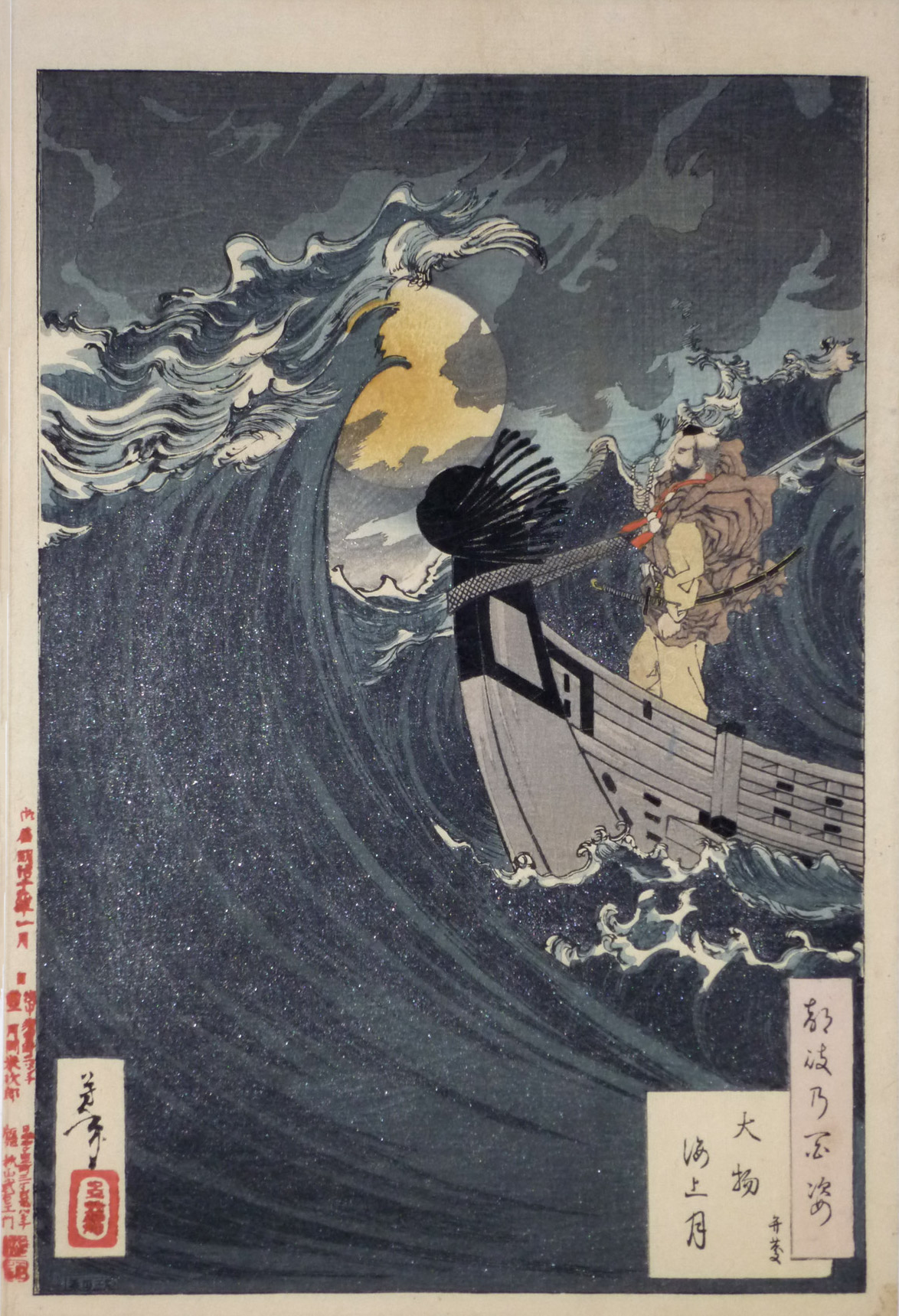
『大物海上月』（月冈芳年『月百姿』）

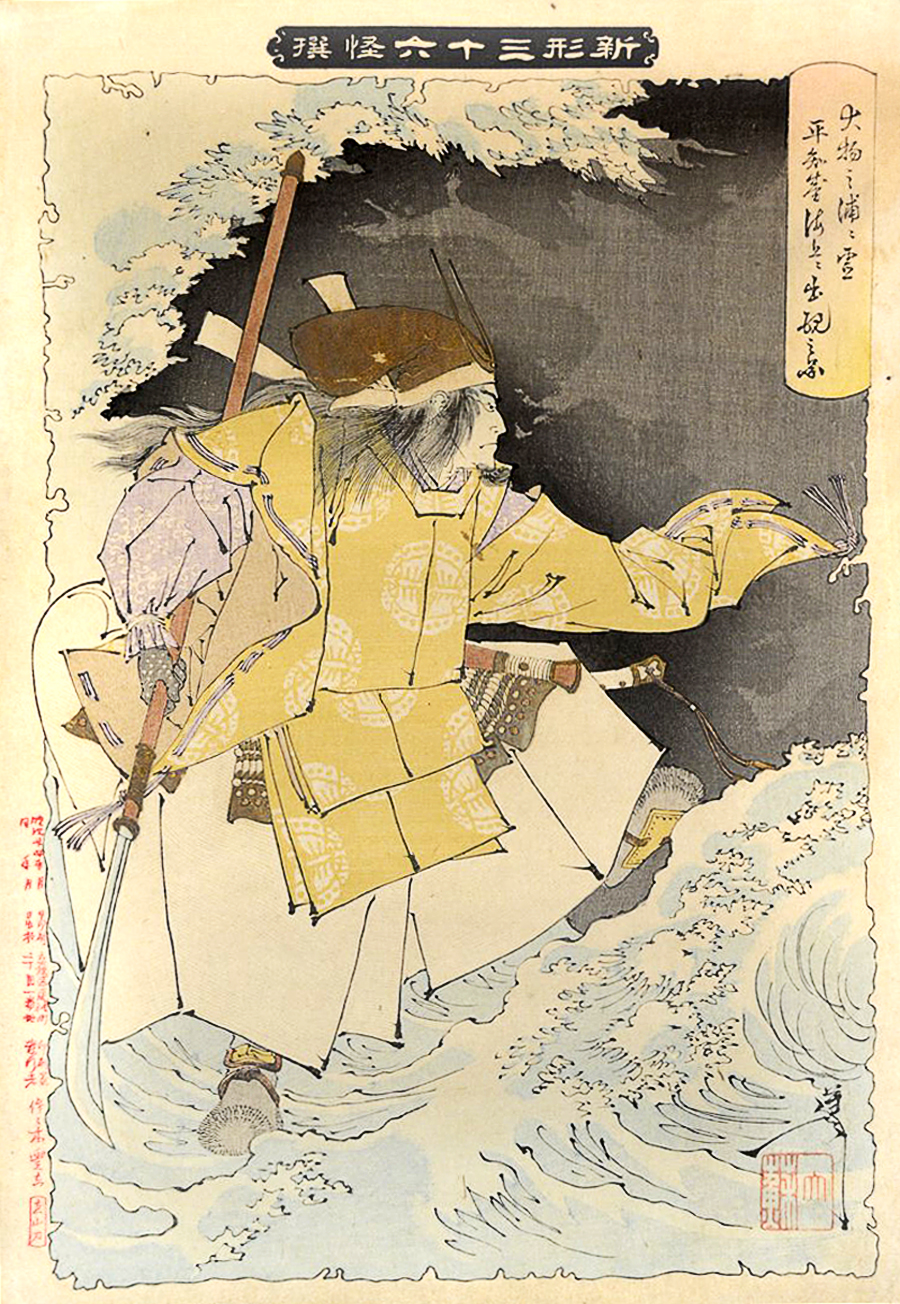
『大物之浦ニ霊平知盛海上に出現之図』（月冈芳年『新形三十六怪撰』）

## 作品构成
源義经讨伐平氏后，因兄源頼朝的猜忌，不得不離開城里帯着家臣赶往西国。前段表现源義经与静御前依依惜别之情。后段表现平知盛的怨霊在海上阻扰義经一行的场面。

### 前段
- 子方 - 源義経
- ワキ - 武蔵坊弁慶（ワキツレ 義経の従者三人）
- アイ（狂言方） - 大物浦的漁師
- 前シテ（前主角） - 静御前

### 間狂言
- アイ - 大物浦の漁師
- ワキ - 武蔵坊弁慶（ワキツレ 義経の従者三人）
- 子方 - 源義経

### 后段
- 子方 - 源義経
- ワキ - 武蔵坊弁慶（ワキツレ 義経従者三人）
- 后シテ（后主角） - 平知盛